# Edward Głodowski
Edward Głodowski (ur. 14 grudnia 1921 w Budziwoju, zm. 2002) – polski polityk, działacz ruchu ludowego, poseł na Sejm PRL VI i VII kadencji.

## Życiorys
Uzyskał wykształcenie średnie wraz z tytułem mistrza sadownictwa. W czasie okupacji był żołnierzem Batalionów Chłopskich. Po wojnie był pracownikiem Wojewódzkiego Urzędu Informacji i Propagandy (działał w grupie operacyjnej „Śląsk”). Od 1950 zatrudniony był w Centrali Zaopatrzenia Rolnictwa w Rzeszowie, po czym objął indywidualne gospodarstwo rolne. Organizował spółdzielnię ogrodniczą w Rzeszowie. Był rolnikiem i sadownikiem. Należał do Związku Młodzieży Wiejskiej RP „Wici”. Przez wiele lat pełnił funkcje radnego i członka prezydium Powiatowej Rady Narodowej w Rzeszowie. Zasiadał również w prezydium Powiatowego Komitetu Zjednoczonego Stronnictwa Ludowego. W 1972 i 1976 uzyskiwał mandat posła na Sejm PRL w okręgu Rzeszów. Zasiadał przez dwie kadencje w Komisji Przemysłu Lekkiego, której w trakcie VI kadencji był zastępcą przewodniczącego. W trakcie VII kadencji zasiadał ponadto w Komisji Rolnictwa i Przemysłu Spożywczego. Działał w PRON.

## Odznaczenia
- Złoty Krzyż Zasługi
- Srebrny Krzyż Zasługi
- Odznaka 1000-lecia Państwa Polskiego
- Odznaka „Zasłużony dla Województwa Rzeszowskiego”
- Wpis do „Księgi zasłużonych dla województwa rzeszowskiego” (1983)[2]